# كأس رابطة الأندية الإنجليزية المحترفة 2000–01
كأس رابطة الأندية الإنجليزية المحترفة 2000–01 (بالإنجليزية: 2000–01 EFL Cup)‏ هو الموسم رقم 41 من كأس رابطة الأندية الإنجليزية المحترفة. والمعروفة أيضًا باسم كأس كاراباو (بالإنجليزية: Carabao Cup)‏ لأسباب تتعلق بالرعاية. المسابقة مفتوحة أمام جميع الأندية المشاركة في الدوري الإنجليزي الممتاز و‌دوري كرة القدم الإنجليزية.
فاز ليفربول بنهائي البطولة، حيث استطاع التغلب على برمنغهام سيتي 5–4 بركلات الترجيح بعد التعادل 1–1 في الأشواط الأصلية.